# Pierzchały (stacja kolejowa)
Pierzchały – stacja kolejowa w Pierzchałach na linii kolejowej nr 217, w województwie warmińsko-mazurskim, w powiecie braniewskim, w gminie Płoskinia w Polsce. Została wybudowana w latach 1955-1957 jako część Wojskowego Rejonu Przeładunkowego Braniewo. Znajdowała się na niej mijanka towarowa, która miała usprawnić ruch na linii normalnotorowej nr 204, stycznej do linii szerokotorowej.